# Gyertyános–tölgyes

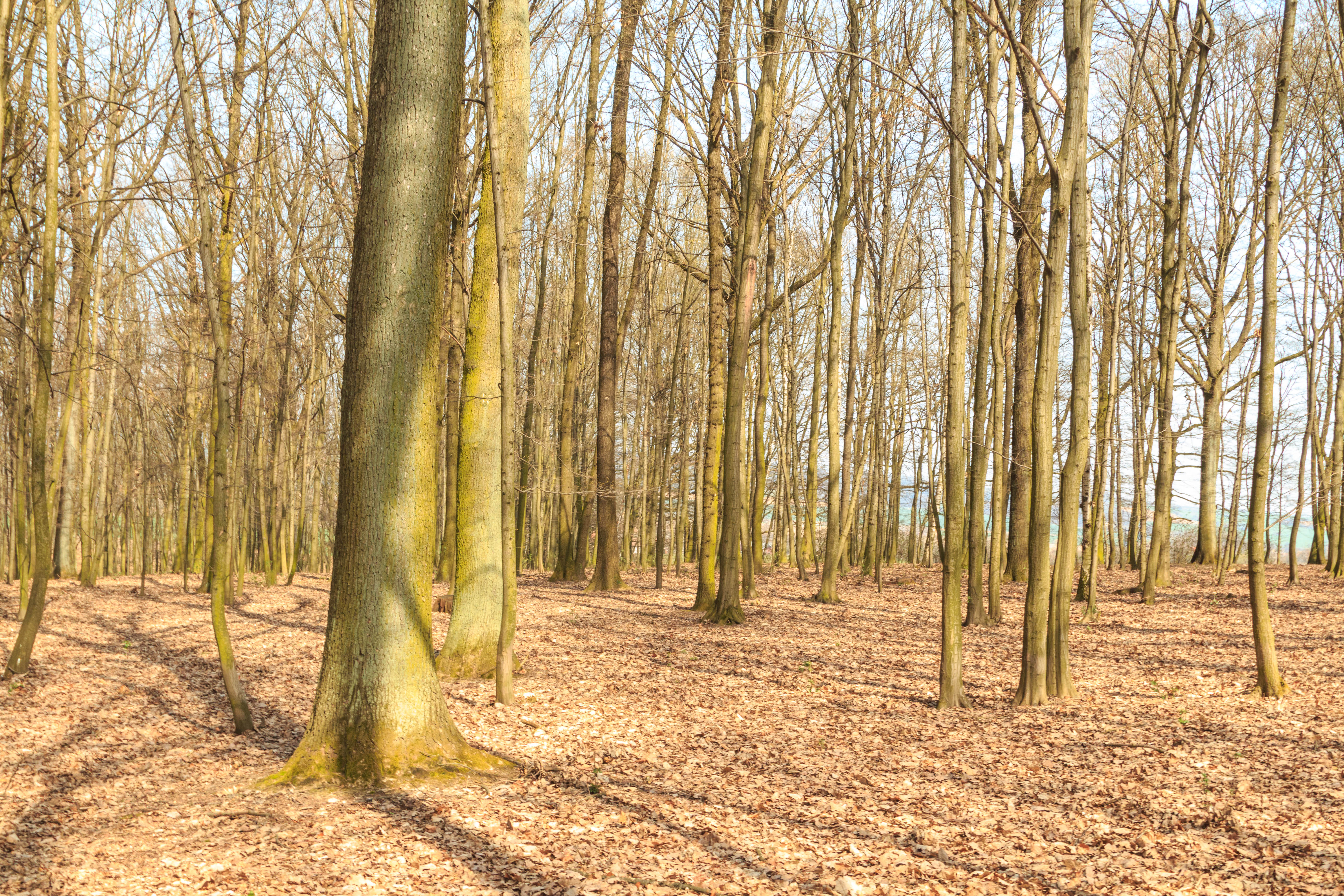
Azokban az esetekben, amikor az értékesebb tölgyet (többnyire fokozatosan, szálanként) kivágják belőle, a társulás gyertyánossá (Carpinion betuli) alakul

A gyertyános–tölgyes Magyarországon a 400 m és 600 m közötti magasságok legjellemzőbb erdőtípusa. Olyan, üde termőhelyekre jellemző, amelyek egyes évszakokban a cser számára túlságosan hűvösek, a bükknek viszont túl szárazak.
A gyertyános tölgyerdők lombkoronaszintjét a közönséges gyertyán mellett vagy a kocsányos, vagy a kocsánytalan tölgy határozza meg. Maga a lombkoronaszint kétszintű: a felsőben a tölgy dominál, az alsóban a gyertyán. A tölgyerdőkénél kevesebb fényt enged át, ezért alatta a cserjeszint szegényesebb, gyepszintjében pedig főleg a kora tavaszi hagymás és gumós növények nőnek. Nyárra a gyepszint a bükkösökéhez válik hasonlóvá.
A lombkoronaszintek jellemző fái:
- kocsánytalan tölgy (Quercus petrea),
- kocsányos tölgy (Quercus robur)
- közönséges gyertyán (Carpinus betulus),
- vadcseresznye (Cerasus avium subsp. avium),
- nagylevelű hárs (Tilia platyphyllos),
- korai juhar (Acer platanoides).

A cserjeszintben gyakori:
- közönséges fagyal (Ligustrum vulgare),
- egybibés galagonya (Crataegus monogyna),
- cseregalagonya (Crataegus laevigata),
- veresgyűrű som (Cornus sanguinea),
- hólyagfa (Staphylea pinnata),
- ükörkelonc (Lonicera xylosteum).

A gyepszint jellemző fajai:
- odvas keltike (Corydalis cava),
- ujjas keltike (Corydalis solida),
- hóvirág (Galanthus nivalis),
- orvosi tüdőfű (Pulmonaria officinalis),
- berki szellőrózsa (Anemone nemorosa),
- bogláros szellőrózsa (Anemone ranunculoides),
- medvehagyma (Allium ursinum),
- erdei galambvirág (Isopyrum thalictroides),
- kapotnyak (Asarum europaeum),
- Nemes májvirág (Hepatica nobilis),

## Fajtái
- A gyertyános–kocsánytalan tölgyes (Querco petreae-Carpinetum), egyes szerzőknél:[1] középhegységi gyertyános – kocsánytalan tölgyes a Magyar Középhegység egyik meghatározó erdőtípusa, a gyertyános–tölgyes öv névadó növénytársulása. Alatta a cseres–tölgyesek (cseres–-kocsánytalan tölgyesek), fölötte a bükkösök zónája húzódik. Extrazonális helyzetben:
  -     - 600 m fölött a délnek néző hegyoldalakon és
    - az Alföld egyes, nedvesebb részein nő.

  - A mecseki gyertyános–kocsánytalan tölgyes (Asperulo taurinae-Carpinetum) a Mecsekben és a Tolnai-dombságon nő.
- Az illír jellegű gyertyános–tölgyes (Helleboro odoro-Carpinetum) eredetileg az ország délnyugati dombvidékein volt honos, mára jórészt visszaszorult.
- A mészkerülő gyertyános–tölgyes (Luzulo-Carpinetum) hegy- és dombvidéken, savanyú alapkőzeten, erodált felszínű (csonka) erdőtalajon gyakran másodlagosan alakul ki.
  - A savanyú gyertyános–tölgyes (Luzulo-Querco carpinetum) kis foltokban a Soproni-hegységben fordul elő.
- A gyertyános–kocsányos tölgyes (Querco robori-Carpinetum) az Alföldön az ártérből kiemelkedő magaslatok öntéstalajának jellemző erdőtársulása. Állományai nagyon megfogyatkoztak.
  - A dél-dunántúli gyertyános-kocsányos –tölgyes (Fraxino pannonicae-Carpinetum) Belső-Somogyra és a Dráva öntésterületeire jellemző.
- A hegyvidéki gyertyános–tölgyes (Carici pilosae-Carpinetum) elterjedése tájegységenként igencsak eltérő: a Pilisense flórajárásra például általánosan jellemző, viszont a Mátrában csak szórványosan fordul elő.